# スティーブ・ブリンクマン
スティーブ・ブリンクマン（Steve Brinkman, 1978年1月12日 - ）は、カナダの元男子バレーボール選手。ポジションはミドルブロッカー。元カナダ代表。

## 来歴
トロント出身。マニトバ大学在学中の1998年にカナダ代表のミドルブロッカーに選出され、1999年ワールドカップに出場。2001年北中米選手権でベストブロッカー賞を受賞した。2002年世界選手権、2003年ワールドカップ、2006年世界選手権出場のほか、3大会ぶりのオリンピック出場権獲得を目指し、2004年アテネオリンピック世界最終予選にも出場した。
大学卒業後の2000年にフランスリーグのアラゴ・ド・セットへ入団して以降、セリエAなど欧州各国のプロリーグを渡り歩き、アローナ・テネリフェ在籍時の2004年にスペイン国王杯優勝を飾り、2年連続CEVカップに出場した。
2009年、チャレンジリーグからVプレミアリーグへ昇格したFC東京でプレーした。
2015年から2023年まで、マックマスター大学バレーボール部で指導者をしていた。

## 球歴
- 世界選手権 - 2002年（17位）、2006年（11位）
- ワールドカップ - 1999年（8位）、2003年（7位）
- 北中米選手権 - 2001年（3位）

## 所属クラブ
- アラゴ・ド・セット （2000-2001年）
- VTルーセラーレ （2001-2002年）
- CVアローナ・テネリフェ （2002-2004年）
- バレー・コリリアーノ （2004-2005年）
- カリアリ・バレー （2005-2006年）
- EAパトラ （2006-2007年）
- イラクリス・テッサロニキVC （2007-2008年）
- ヤロスラヴィチ・ヤロスラヴリ （2007-2008年）
- CVMトミス・コンスタンツァ （2008-2009年）
- FC東京バレーボールチーム （2009-2010年）
- トレンティーノ・バレー （2011-2012年）
- 北京バレーボール （2012-2013年）